# Anstreicher (Spottname)
Als Anstreicher wurden vom kritischen Volksmund laut und selbstgewiss auftretende Politiker bezeichnet, die den Erwartungen, welche sie durch ihr populistisches Auftreten selbst geweckt haben, nicht gerecht werden und die von unkritischen Anhängern in sie gesetzten Hoffnungen enttäuschen. Ein Ausspruch von Erich Kästner illustriert die Bedeutung: „Immer wieder kommen Staatsmänner mit großen Farbtöpfen des Weges und erklären, sie seien die neuen Baumeister. Und immer wieder sind es nur Anstreicher.“
Diese Bezeichnung wurde insbesondere auf Adolf Hitler gemünzt, wobei sich als zusätzliche Pointe ein witziger Doppelsinn ergab, da der Name auch als Anspielung auf Hitlers künstlerische Ambitionen verstanden werden konnte. Hitler hielt sich bekanntermaßen für einen begabten Kunstmaler, hatte allerdings nie künstlerisch anerkannte Leistungen hervorgebracht, sondern nur einige Postkarten veröffentlicht. Bertolt Brecht verfasste dazu Das Lied vom Anstreicher Hitler.
Wie alle kritischen Witze über Hitler war die Benutzung solcher Spottbezeichnungen in der Zeit des Nationalsozialismus nicht ungefährlich, da stets mit Denunziationen und einer rücksichtslos durchgreifenden NS-Justiz gerechnet werden musste.
Rudolf Augstein kritisierte die auch nach 1945 populäre Bezeichnung Hitlers als „Anstreicher“ aus Nachkriegssicht als verniedlichend und unangemessen, da sie Hitlers historische Rolle verharmlose.